# Maletto
Maletto ist eine Stadt der Metropolitanstadt Catania in der Region Sizilien in Italien mit 3567 Einwohnern (Stand 31. Dezember 2023).

## Lage und Daten
Maletto liegt 60 km nordwestlich von Catania am nordwestlichen Hang des Ätnas. Bezogen auf den Siedlungskern ist Maletto einer der am höchsten gelegenen Orte auf Sizilien und der höchstgelegene Ort am Ätna. Allerdings reichen die Gemeindeterritorien der meisten Gemeinden an den Hängen des Ätna bis auf den Gipfel.
Die Einwohner arbeiten hauptsächlich in der Landwirtschaft und in der Viehzucht.
Das Gemeindegebiet ist auf allen Seiten vom Gebiet der Nachbargemeinde Bronte umschlossen, es berührt jedoch einen einzigen Punkt (am Gipfel des Ätna), den auch die Gemeinden Adrano, Belpasso, Biancavilla, Castiglione di Sicilia, Nicolosi, Randazzo, Sant’Alfio und Zafferana Etnea berühren.

## Geschichte
Maletto wurde 1263 von Manfredi Maletto, dem Grafen von Mineo gegründet. In den Jahren 1440 und im 17. Jahrhundert wurde der Ort neu besiedelt, nachdem er vorher verlassen worden war.

## Sehenswürdigkeiten
Die Pfarrkirche wurde 1870 erbaut. Die Kirche ist dem Heiligen Sant’Antonio da Padova geweiht. Die Kirchen San Michele und Sant’Antonio Abbate stammen aus dem 18. Jahrhundert. Im Ort befindet sich eine Ruine eines alten Schlosses.

## Veranstaltungen
Maletto ist bekannt für seine Erdbeerzucht. Jährlich findet die „Sagra delle Fragola“ (wörtlich „Erdbeerenfest“) statt, zu der tausende Besucher ins Dorf strömen. Zu diesem Ereignis wird eine riesige Erdbeertorte angefertigt, die an die Festbesucher verteilt wird.